# Aston (Cheshire West and Chester)
Aston (ofta kallad Aston-by-Sutton) är en by och civil parish i enhetskommunen Cheshire West and Chester i Cheshire i England. Aston ligger sydost om staden Runcorn, och folkmängden uppgick till 106 invånare 2011.